# Yahya al-Qadir
Yahya al-Qadir, de son vrai nom en arabe andalou ibn Ismaïl ibn Yahya al-Cadir bi-L-lah ou al-Qadir (né en 1038 et mort le 28 octobre 1092 ), appartenant à la dynastie des Dhunnunides, fils de Yahyâ al-Ma'mûn de Tolède, était roi du taïfa de Tolède entre 1075 et 1085 et celui de Valence de 1086 jusqu'à sa mort

## Prise de Tolède
La Conquête de Tolède survenu le 6 mai 1085 sous le règne d'Alphonse VI qui expulsa définitivement les forces musulmanes de Yahya al-Qadir, émir du Taifa de Tolède.
Un pacte de capitulation de Tolède est signé entre musulmans et chrétiens, assurant que ceux qui souhaitaient quitter le territoire de Tolède pouvaient l'assurer sans inconvénients.
Alphonse VI, pour épuiser la résistance de la ville, et neutraliser toute aide étrangère, garantit des actions favorables, et la promesse de céder la ville de valence en échange de Tolède. 
Depuis la mort d'al-Ma'mūn, la ville dirigée par Abu Bakr ben Abd al-Aziz, décédé un mois seulement après la chute de Tolède , la ville est divisée entre les partisans de son fils ‛Ut mān et les partisans qui soutiennent l'union avec Saragosse, car l'une des filles du souverain défunt est mariée avec l'héritier de ce royaume. Avec l'aide des troupes envoyées par Alphonse VI sous le commandement d'Álvar Fáñez, al-Qādir est placé sur le trône de Valence en février 1086. 
Devant la défaite d'Alphonse VI à Sagrajas, la coalition musulmane formée par les Almoravides et certains des rois de Taifa force le retrait de la milice d'Álvar Fáñez. Cela déclenche les ambitions de certains émirs musulmans de Tortosa-Denia et de Saragosse, avec la complicité du Cadí Ŷa‛far ben ‛Abd Allāh ben Ŷaf āf  provoquent une émeute de la population valencienne, au cours de laquelle al-Qādir meurt assassiné le 28 octobre 1092. Les troupes almoravides entrent dans la ville au nom de l'émir Youssef ben Tachfine.